# Стратфорд (Оклахома)
Стратфорд (англ. Stratford) — місто (англ. town) в США, в окрузі Гарвін штату Оклахома. Населення — 1405 осіб (2020).

## Географія
Стратфорд розташований за координатами 34°47′43″ пн. ш. 96°57′38″ зх. д. / 34.79528° пн. ш. 96.96056° зх. д. (34.795314, -96.960497).  За даними Бюро перепису населення США в 2010 році місто мало площу 2,62 км², з яких 2,60 км² — суходіл та 0,01 км² — водойми.

## Демографія
Згідно з переписом 2010 року, у місті мешкало 1525 осіб у 609 домогосподарствах у складі 408 родин. Густота населення становила 583 особи/км².  Було 728 помешкань (278/км²).
Расовий склад населення:
| - 78,3 % — білих - 15,5 % — корінних американців - 0,6 % — азіатів - 0,5 % — чорних або афроамериканців |

До двох чи більше рас належало 4,3 %. Частка іспаномовних становила 2,7 % від усіх жителів.
За віковим діапазоном населення розподілялося таким чином: 28,4 % — особи молодші 18 років, 56,3 % — особи у віці 18—64 років, 15,3 % — особи у віці 65 років та старші. Медіана віку мешканця становила 33,9 року. На 100 осіб жіночої статі у місті припадало 85,5 чоловіків;  на 100 жінок у віці від 18 років та старших — 81,1 чоловіків також старших 18 років.
Середній дохід на одне домашнє господарство  становив 43 377 доларів США (медіана — 27 297), а середній дохід на одну сім'ю — 57 962 долари (медіана — 36 250). За межею бідності перебувало 32,3 % осіб, у тому числі 42,4 % дітей у віці до 18 років та 20,3 % осіб у віці 65 років та старших.
Цивільне працевлаштоване населення становило 505 осіб. Основні галузі зайнятості: освіта, охорона здоров'я та соціальна допомога — 20,4 %, роздрібна торгівля — 13,1 %, виробництво — 12,5 %.